# Cantonul Villefagnan
Cantonul Villefagnan este un canton din arondismentul Confolens, departamentul Charente, regiunea Poitou-Charentes, Franța.

## Comune
- Bernac
- Brettes
- La Chèvrerie
- Courcôme
- Empuré
- La Faye
- La Forêt-de-Tessé
- Londigny
- Longré
- La Magdeleine
- Montjean
- Paizay-Naudouin-Embourie
- Raix
- Saint-Martin-du-Clocher
- Salles-de-Villefagnan
- Souvigné
- Theil-Rabier
- Tuzie
- Villefagnan (reședință)
- Villiers-le-Roux